# اکسیتر (نبراسکا)
اکسیتر(به انگلیسی: Exeter) شهری در ایالت نبراسکا کشور ایالات متحده آمریکا است که جمعیت آن در سرشماری سال ۲۰۱۰ میلادی، ۵۹۱ نفر بوده‌است.